# Pedro del Río Zañartu

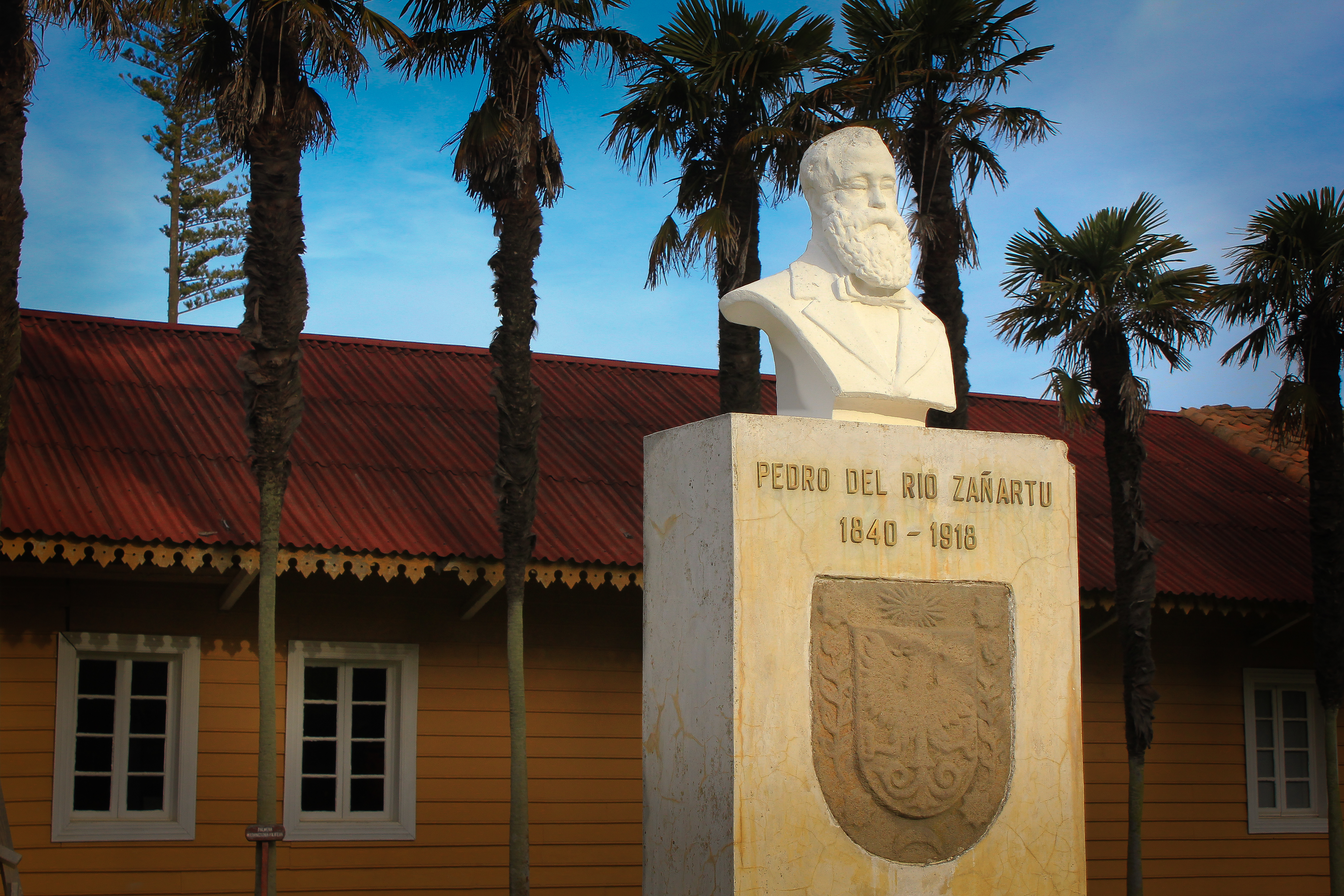
Busto de Pedro del Río afuera de las casas patronales del Fundo Hualpén, Monumento Histórico de Chile ubicado dentro del Parque Pedro del Río Zañartu.

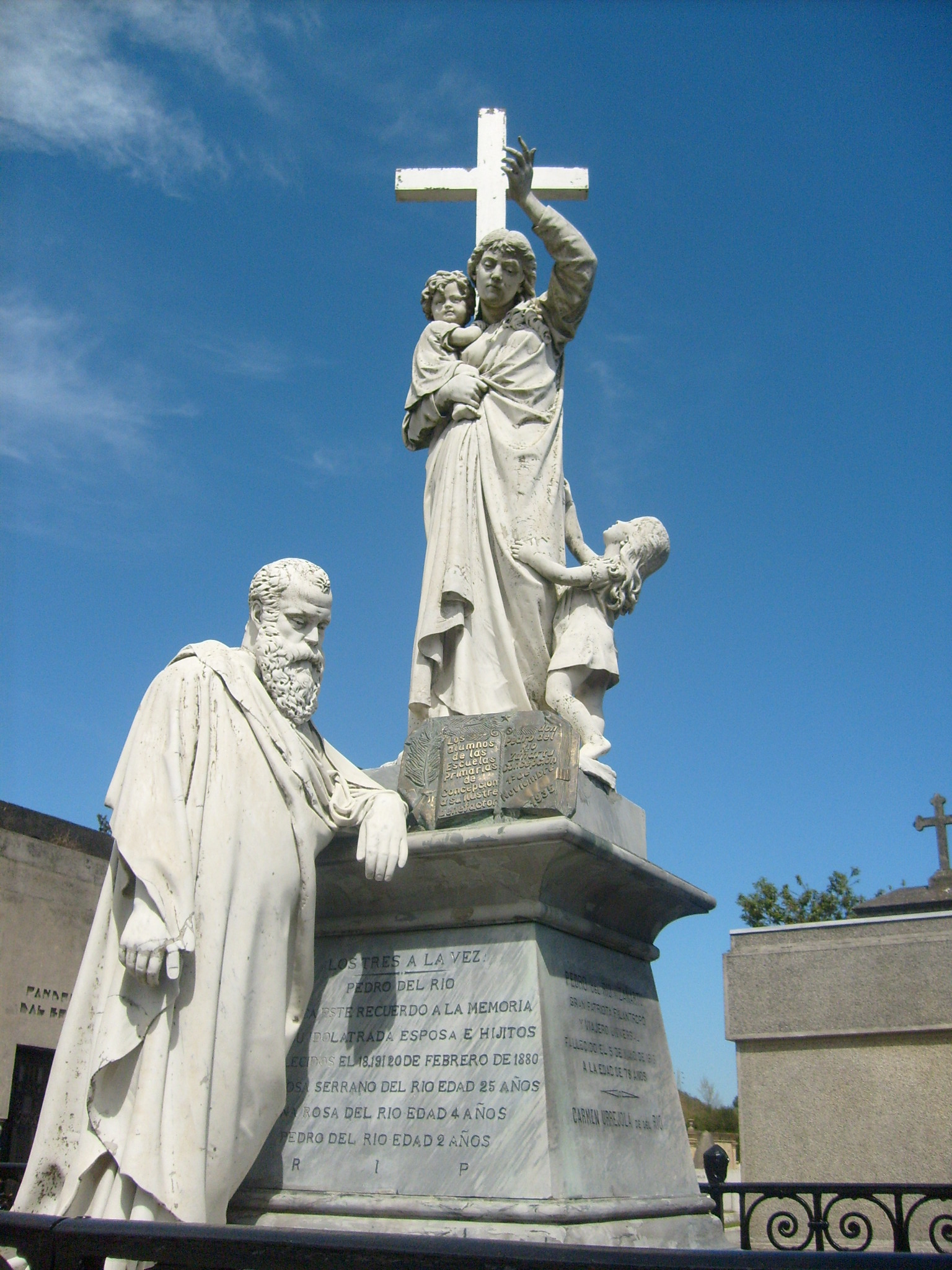
Tumba de la familia de Pedro Del Río Zañartu ubicada en el Cementerio General de Concepción. Allí yacen los cuerpos de su primera y segunda esposa, así como de sus dos hijos fallecidos prematuramente.

Pedro Javier del Río Zañartu (Concepción, 1 de agosto de 1840 - Concepción, 5 de mayo de 1918), fue un empresario, agricultor, ballenero, escritor y filántropo chileno.

## Vida
Nació en Concepción, sus padres fueron Pedro Del Río y Cruz y Francisca Zañartu y Trujillo. Se casó por primera vez con Ana Rosa Serrano, con quien tuvo dos hijos: Ana Rosa y Pedro Del Río Serrano. Ambos hermanos fallecieron junto a su madre, casi simultáneamente. Este fue un gran golpe para Don Pedro. Cayó en una profunda depresión que casi lo lleva al suidicio, pero su espíritu fue más fuerte.
Para poder superar esta gran tragedia familiar, decidió recorrer el mundo, realizando cuatro viajes alrededor del mundo, recorriendo 4 de los 5 continentes. A medida que recorría las distintas naciones y ciudades iba adquiriendo objetos, arte, herramientas y artículos que le llamaban la atención y que mostraran algunas costumbres, tradiciones o actividades de las culturas que visitaba. Luego de ya haber realizado un par de viajes, se le ocurre la idea de hacer un museo en su casa patronal, el que va completando con las colecciones compradas en sus viajes. Hoy, estas colecciones están disponibles para ser apreciadas en la que era su casa en el Fundo Hualpén, una casa patronal de la segunda mitad del siglo XIX, construida en el año 1870. La casa en sus inicios estuvo hecha de madera de roble, tenía un patio interior con un sobreviviente árbol de Magnolio, y galerías y habitaciones que formaban un cuadrado perfecto. Muchas son las colecciones que Don Pedro compró en sus viajes. Destacan entre ellas una momia egipcia auténtica que trajo desde la misma tierra de los faraones, una armadura Samurai, rifles americanos, escopetas europeas, animales disecados, objetos de decoración realmente delicados que trajo de las naciones que formaban Europa y una gran colección de objetos que trajo de dos países que llamaron mucho su atención, China y Japón.   
Su segundo matrimonio fue con Carmen Urrejola Unzueta, hija de Gonzalo Urrejola Lavanderos. Del matrimonio nació un hijo llamado Pedro del Río Urrejola, pero este falleció a los momentos después de nacido. Su única descendencia fue María Isabel del Río, la cual le dio tres nietos (Carmela García de Coveña, Isabel García viuda de Perry y Sabina García del Río).

## Legado
Hoy su antigua casa patronal funciona como el Museo Pedro del Río Zañartu, que se ubica en la desembocadura del río Bio-bío. El parque que fue propiedad de Don Pedro, posee una extensión de 552 hectáreas de terreno, en donde se pueden encontrar un bosque nativo esclerófilo, un bosque de Peumos, una gran diversidad de especies animales y vegetales y es un paseo obligado para las familias penquistas que valoran la cultura, el arte, el patrimonio, el esparcimiento, el deporte y naturaleza.
Aún en vida, Don Pedro "vendió" unos terrenos a una cooperativa de obreros y trabajadores, en lo que actualmente se conoce como Población Pedro del Río Zañartu. También fue presidente del Banco Concepción, banco que él junto con algunos aristócratas de la época fundaron. Se negó profusamente a participar de la política, pero su afán patriótico y de servicio a la patria se demostró en los peores momentos. Una vez fallecida su familia y con Chile en plena Guerra del Pacífico, quiso aportar de alguna forma, y realizó una donación de mil pesos al Regimiento de Concepción, indicando el motivo y para qué debían usarse esos fondos. Don Pedro fue un filántropo, viajero, industrial, agricultor, ganadero, empresario y por sobre todo un hombre de bien. No en muchos casos un millonario regala todas sus posesiones para que su ciudad y sus ciudadanos puedan enriquecerse con la cultura y naturaleza, y ese acto es de un valor intangible que se debe promover, destacar y valorar. 
En el año 1917, legó oficialmente el fundo Hualpén a la ciudad de Concepción, administrado por una comisión pública que él mismo designó, junto con las colecciones adquiridas en sus viajes:

«Lego pues a la ciudad de Concepción,…mi Fundo Hualpén, con sus bosques, cierros, casas i todo lo que contiene i para perpetuar el nombre de mi padre i el mío propio se llamará desde mi muerte, Parque Pedro Del Río Zañartu» [sic]
Pedro Del Rio Zañartu